# رومان رودريغيز
رومان رودريغيز (بالإسبانية: Román Rodríguez)‏ هو لاعب كرة قاعدة فنزويلي، ولد في 30 مارس 1966 في San Mateo, Aragua ‏ في فنزويلا.

## وصلات خارجية
- رومان رودريغيز على موقعبيزبول رفرنس.كوم (الدوري الثانوي) (الإنجليزية)